# Brachymenium wattsii
Brachymenium wattsii är en bladmossart som beskrevs av Brotherus 1918. Brachymenium wattsii ingår i släktet Brachymenium och familjen Bryaceae. Inga underarter finns listade i Catalogue of Life.